# Gaetano Giovannetti
Gaetano Giovannetti (Civitella di Romagna, 3 marzo 1895 – Scitol Mataviè, 21 agosto 1937) è stato un militare italiano, insignito della medaglia d'oro al valor militare alla memoria nel corso delle grandi operazioni di polizia coloniale nell'Africa Orientale Italiana.

## Biografia
Nacque a Civitella di Romagna (provincia di Forlì) il 3 marzo 1895, figlio di Giacomo e Maria Mainetti.
Arruolato nel Regio Esercito con lo scoppio delle ostilità con l'Impero austro-ungarico, venne promosso sottotenente di complemento il 15 luglio 1915, raggiungendo pochi giorni dopo l'8º Reggimento bersaglieri in zona di guerra. Ferito sul Carso, passava poi al 6º Reggimento bersaglieri alla fine del mese di agosto. Nell'aprile 1916 lasciava il fronte perché destinato d’autorità al Regio corpo truppe coloniali della Tripolitania dove fu assegnato al IV Battaglione fanteria indigena. Trasferito in servizio permanente effettivo dal 1º maggio 1916, venne promosso tenente nel febbraio dell’anno dopo. Rientrato in Patria nel novembre 1919 e frequentato nel 1924 l'8º corso di perfezionamento divenne capitano nel novembre 1927. Il 13 giugno 1935 partiva per l'Africa Orientale con il 3º Reggimento bersaglieri mobilitato partecipando a tutte le operazioni durante la guerra d'Etiopia e meritandosi un encomio solenne. Terminato il conflitto entrò in servizio nel Regio corpo truppe coloniali d'Eritrea dal dicembre 1936. Cadde in combattimento a Scitol Mataviè il 21 agosto 1937 durante le grandi operazioni di polizia coloniale venendo decorato con la medaglia d'oro al valor militare alla memoria.

### Fonti
1. ↑  Gruppo Medaglie d'Oro al Valore Militare 1965, p. 243.
2. 1 2 3 4 5 6 7 8 9  Combattenti Liberazione.
3. ↑  Registrato alla Corte dei conti del 21 febbraio 1939, registro 2 Africa Italiana, foglio 189.
4. ↑   Medaglia d'oro al valor militare Giovannetti, Gaetano, su quirinale.it, Quirinale. URL consultato l'11 febbraio 2023.